# Галліна (Нью-Мексико)
Галліна (англ. Gallina) — переписна місцевість (CDP) в США, в окрузі Ріо-Арріба штату Нью-Мексико. Населення — 299 осіб (2020).

## Географія
Галліна розташована за координатами 36°13′48″ пн. ш. 106°48′31″ зх. д. / 36.23000° пн. ш. 106.80861° зх. д. (36.230062, -106.808615).  За даними Бюро перепису населення США в 2010 році переписна місцевість мала площу 11,68 км², з яких 11,67 км² — суходіл та 0,01 км² — водойми.

## Демографія
Згідно з переписом 2010 року, у переписній місцевості мешкало 286 осіб у 108 домогосподарствах у складі 72 родин. Густота населення становила 24 особи/км².  Було 156 помешкань (13/км²).
Расовий склад населення:
| - 69,9 % — білих - 25,5 % — осіб інших рас |

До двох чи більше рас належало 4,5 %. Частка іспаномовних становила 90,2 % від усіх жителів.
За віковим діапазоном населення розподілялося таким чином: 28,0 % — особи молодші 18 років, 60,8 % — особи у віці 18—64 років, 11,2 % — особи у віці 65 років та старші. Медіана віку мешканця становила 35,5 року. На 100 осіб жіночої статі у переписній місцевості припадало 118,3 чоловіків;  на 100 жінок у віці від 18 років та старших — 108,1 чоловіків також старших 18 років.